# Groupe Inapa
Inapa est un groupe portugais qui occupe le 5e rang des groupes européens de distribution du papier. L'entreprise vend chaque année plus d'un million de tonnes de papier et réalise un chiffre d'affaires de 1,65 milliard de francs suisse. Sa part de marché en Europe dépasse les dix pour cent.
Le groupe Inapa Portugal détient 67,5 % du capital social d’Inapa Suisse SA. 32,5 % des actions sont la propriété du Groupe Baumgartner Holding SA, Lausanne.

## Historique
- 1965 : création d'Inapa Portugal (fabrication de papier).
- 1978 : débuts dans le négoce du papier.
- 1992 : extension des activités commerciales vers l'Espagne.
- 1998 : reprise du groupe de distribution de papier Mafipa.
- 1999 : création d'IDISA en Espagne.
- 2000 : vente de l'usine de papier à Portucel.
- 2001 : reprise de Papier Union.
- 2004 : première marque Inapa pour les papiers de copie (Inapa Tecno).

## Implantations

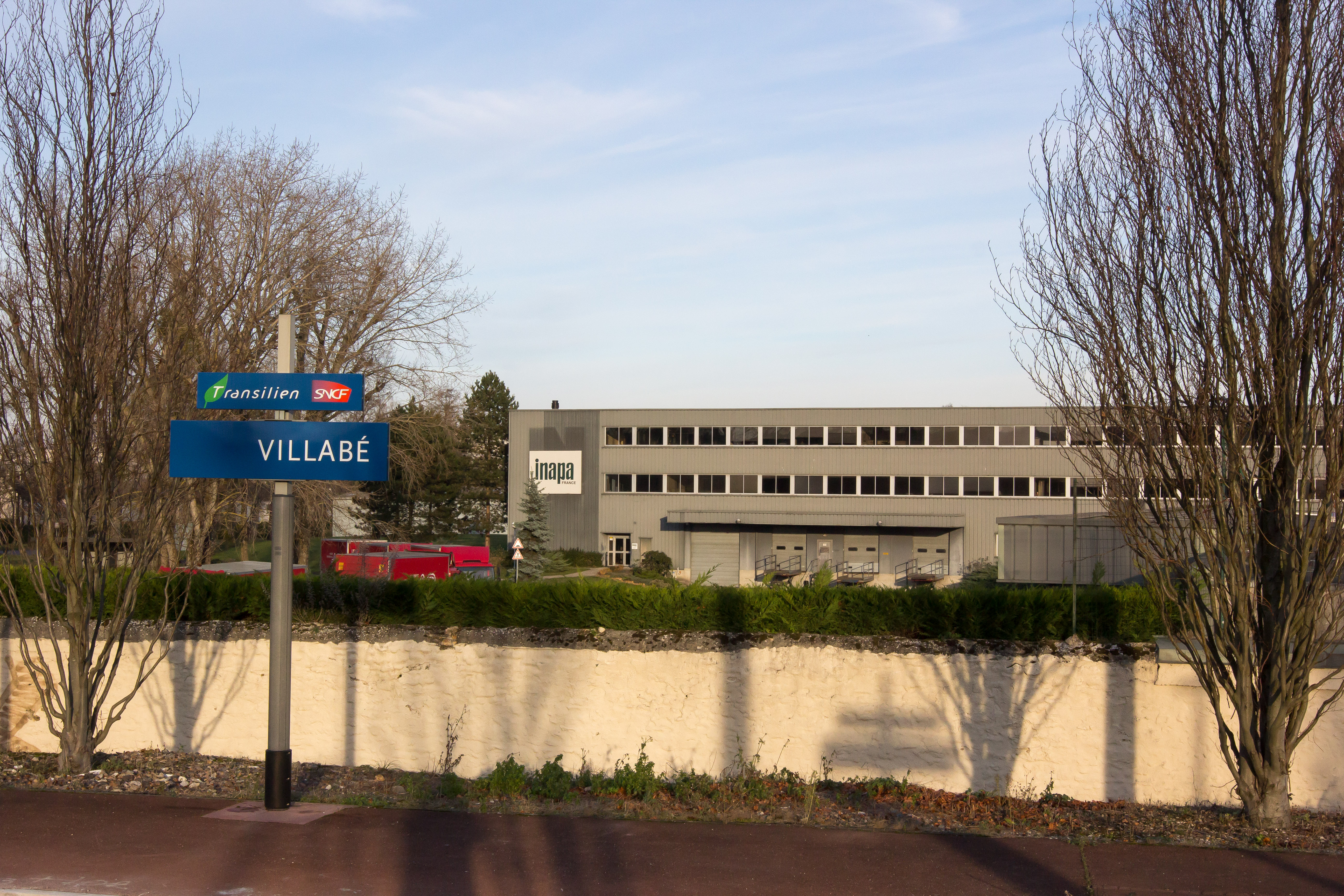
Entreprise Inapa France à Villabé.

Le groupe Inapa est implanté dans dix pays :
- Allemagne, à Hambourg ;
- Angola, à Viana ;
- Belgique, à Huizingen ;
- Espagne, à Leganés ;
- France, à Villabé ;
- Luxembourg, à Mondercange ;
- Portugal, à Sintra ;
- Suisse, à Regensdorf ;
- Turquie, à Istanbul.